# Lennart Westerberg
Erik Osvald Lennart Westerberg, född 11 januari 1917 i Göteborg, död september 1996 i Laxå, var en svensk diplomat och ambassadör.

## Biografi
Westerberg var son till lantbrukaren Oskar Westerberg och Elin Lindén. Han tog filosofisk ämbetsexamen i Uppsala 1940 och statsvetenskaplig examen 1945. Han blev attaché vid Utrikesdepartementet (UD) 1945, tjänstgjorde i Rom 1946, UD 1948, Sveriges FN-representation i New York 1951, UD 1955, Kairo 1960, ambassadråd i Köpenhamn 1963-1966, handelsråd med ministers ställning i Rio de Janeiro 1966-1969, ambassadråd med ministers ställning i Moskva 1969, minister där 1970-1973, sändebud i Pretoria, Maseru, Mbabane 1973-1978, ambassadör vid UD 1978-1980 och Sveriges ständiga ombud i Europarådet 1980-1982.
Han gifte sig 1945 med fil kand Sigrid Rolander (född 1918).

## Utmärkelser
- Riddare av Mexikanska Örnorden (RMexÖO)[2]